# Campeonato de Primera División B 1960 (Argentina)
El Campeonato de Primera División B 1960 fue la vigesimoséptima temporada de la categoría, que era la segunda división del fútbol argentino. Esta temporada marcó la incorporación de Deportivo Morón ascendido de la Primera Amateur y de Colón, descendido desde la Primera División.
El torneo entregó solo un ascenso, así como se dispuso que solamente un equipo perdiera la categoría. Dicho premio y castigo fueron para el primer equipo equipo de la tabla de posiciones y el último de la tabla de descenso, para la cual fueron tenidas en cuenta las últimas tres temporadas.
El campeón y único ascendido fue Club Atlético Los Andes|Los Andes que se consagró campeón cuando todavía faltaban tres fechas para culminar el torneo y finalizó con una ventaja de 8 puntos sobre su más inmediato perseguidor. Fue su primer ascenso a la máxima categoría del fútbol argentino, conseguido luego de disputar 3ra temporadas consecutivas en la Segunda categoría del fútbol argentino.
Asimismo, el torneo decretó el descenso de Talleres de Remedios que en este caso no realizó una mala campaña pero quedó relegado debido a los pocos puntos obtenidos en los dos torneos anteriores y perdió la categoría al finalizar en la última posición de la tabla de promedios. De esta manera, la institución de la localidad de Remedios de Escalada descendió luego de disputar 22 temporadas en esta divisional e iniciaría un largo período en el cual, si bien retornaría a la segunda categoría, no volvería a mantenerse por muchos años.

## Ascensos y descensos
| Promedios | Descendido de la Primera B 1959 |
| --------- | ------------------------------- |
| 18.º      | Colón                           |

| Posición | Ascendido de la Primera Amateur 1959 |
| -------- | ------------------------------------ |
| 1.º      | Deportivo Morón                      |

| Posición | Ascendido a la Primera División 1960 |
| -------- | ------------------------------------ |
| 1.º      | Chacarita Juniors                    |

| Promedios | Descendido de la Primera División 1959 |
| --------- | -------------------------------------- |
| 16.º      | Central Córdoba (R)                    |

## Formato
Los dieciocho equipos participantes disputaron un torneo de 34 fechas todos contra todos.

### Ascensos
El equipo con más puntos fue el campeón, obteniendo el único ascenso directo a la Primera División.

### Descensos
Se elaboró una tabla de promedios, teniendo en cuenta las temporadas 1958, 1959 y 1960. El equipo que finalizó en el último lugar de dicha tabla descendió a la Primera C.

## Equipos participantes
| Equipo                 | Ciudad               |
| ---------------------- | -------------------- |
| All Boys               | Buenos Aires         |
| Almagro                | José Ingenieros      |
| Banfield               | Banfield             |
| Central Córdoba (R)    | Rosario              |
| Defensores de Belgrano | Buenos Aires         |
| Deportivo Morón        | Morón                |
| Dock Sud               | Dock Sud             |
| El Porvenir            | Gerli                |
| Excursionistas         | Buenos Aires         |
| Los Andes              | Lomas de Zamora      |
| Nueva Chicago          | Buenos Aires         |
| Platense               | Buenos Aires         |
| Quilmes                | Quilmes              |
| Sarmiento (J)          | Junín                |
| Talleres (RE)          | Remedios de Escalada |
| Temperley              | Temperley            |
| Tigre                  | Victoria             |
| Unión                  | Santa Fe             |

### Distribución geográfica de los equipos
| Región                                   | Cant. | Equipos |
| ---------------------------------------- | ----- | --- |
| Conurbano bonaerense                     | 10    | Almagro, Banfield, Deportivo Morón, Dock Sud, El Porvenir, Los Andes, Quilmes, Talleres (RE), Temperley y Tigre |
| Ciudad de Buenos Aires                   | 5     | All Boys, Defensores de Belgrano, Excursionistas, Nueva Chicago y Platense                                      |
| Provincia de Santa Fe                    | 2     | Central Córdoba (R) y Unión                                                                                     |
| Interior de la provincia de Buenos Aires | 1     | Sarmiento (J)                                                                                                   |

## Tabla de posiciones
| Pos. | Equipo                 | Pts. | PJ | PG | PE | PP | GF | GC | Dif. |
| ---- | ---------------------- | ---- | -- | -- | -- | -- | -- | -- | ---- |
| 1.º  | Los Andes              | 52   | 34 | 23 | 6  | 5  | 68 | 33 | 35   |
| 2.º  | Tigre                  | 44   | 34 | 17 | 10 | 7  | 76 | 43 | 33   |
| 3.º  | Banfield               | 41   | 34 | 19 | 3  | 12 | 71 | 51 | 20   |
| 4.º  | Quilmes                | 40   | 34 | 17 | 6  | 11 | 62 | 51 | 11   |
| 5.º  | Dep. Morón             | 40   | 34 | 18 | 4  | 12 | 61 | 57 | 4    |
| 6.º  | Nueva Chicago          | 38   | 34 | 13 | 12 | 9  | 54 | 41 | 13   |
| 7.º  | Unión                  | 37   | 34 | 14 | 9  | 11 | 67 | 55 | 12   |
| 8.º  | Platense               | 36   | 34 | 15 | 6  | 13 | 69 | 57 | 12   |
| 9.º  | Almagro                | 32   | 34 | 13 | 6  | 15 | 61 | 69 | −8   |
| 10.º | Talleres (RE)          | 30   | 34 | 12 | 6  | 16 | 58 | 63 | −5   |
| 11.º | Defensores de Belgrano | 29   | 34 | 9  | 11 | 14 | 59 | 67 | −8   |
| 12.º | Dock Sud               | 29   | 34 | 13 | 3  | 18 | 51 | 60 | −9   |
| 13.º | Temperley              | 29   | 34 | 12 | 5  | 17 | 62 | 75 | −13  |
| 14.º | Sarmiento (J)          | 28   | 34 | 11 | 6  | 17 | 67 | 80 | −13  |
| 15.º | Central Córdoba (R)    | 28   | 34 | 11 | 6  | 17 | 49 | 68 | −19  |
| 16.º | El Porvenir            | 28   | 34 | 12 | 4  | 18 | 45 | 67 | −22  |
| 17.º | All Boys               | 27   | 34 | 10 | 7  | 17 | 50 | 67 | −17  |
| 18.º | Excursionistas         | 24   | 34 | 10 | 4  | 20 | 50 | 76 | −26  |

|  | Se consagró campeón y ascendió a la Primera División. |

## Tabla de descenso
Para su confección se tomaron en cuenta las campañas de las últimas tres temporadas. El equipo que tuvo el peor promedio descendió a la Primera C.
| Pos  | Equipo                 | Promedio | 1958 | 1959 | 1960 | Total | TJ |
| ---- | ---------------------- | -------- | ---- | ---- | ---- | ----- | -- |
| 1.º  | Los Andes              | 42,33    | 40   | 35   | 52   | 127   | 3  |
| 2.º  | Tigre                  | 41,00    | -    | 38   | 44   | 82    | 2  |
| 3.º  | Quilmes                | 40,67    | 40   | 42   | 40   | 122   | 3  |
| 4.º  | Dep. Morón             | 40,00    | -    | -    | 40   | 40    | 1  |
| 5.º  | Nueva Chicago          | 39,67    | 46   | 35   | 38   | 119   | 3  |
| 6.º  | Unión                  | 37,33    | 35   | 40   | 37   | 112   | 3  |
| 7.º  | Platense               | 36,33    | 35   | 38   | 36   | 109   | 3  |
| 8.º  | Banfield               | 35,67    | 29   | 37   | 41   | 107   | 3  |
| 9.º  | Sarmiento (J)          | 35,00    | 39   | 38   | 28   | 105   | 3  |
| 10.º | All Boys               | 34,67    | 37   | 40   | 27   | 104   | 3  |
| 11.º | Defensores de Belgrano | 32,00    | -    | 35   | 29   | 64    | 2  |
| 12.º | Almagro                | 30,67    | 29   | 31   | 32   | 92    | 3  |
| 13.º | Dock Sud               | 29,67    | 34   | 26   | 29   | 89    | 3  |
| 14.º | Central Córdoba (R)    | 28,00    | -    | -    | 28   | 28    | 1  |
| 15.º | Excursionistas         | 28,00    | 27   | 33   | 24   | 84    | 3  |
| 16.º | Temperley              | 28,00    | 26   | 29   | 29   | 84    | 3  |
| 17.º | El Porvenir            | 27,33    | 30   | 24   | 28   | 82    | 3  |
| 18.º | Talleres (RE)          | 26,67    | 24   | 26   | 30   | 80    | 3  |

|  |                           |
|  | Descendió a la Primera C. |

## Resultados
Primera Rueda
| Fecha 1                | Fecha 1   | Fecha 1       | Fecha 1                | Fecha 1     | Fecha 1 |
| Local                  | Resultado | Visitante     | Estadio                | Fecha       |         |
| ---------------------- | --------- | ------------- | ---------------------- | ----------- | ------- |
| Temperley              | 1 - 3     | Nueva Chicago | Alfredo Beranger       | 19 de marzo |         |
| Banfield               | 4 - 4     | Unión         | Florencio Sola         | 19 de marzo |         |
| El Porvenir            | 3 - 1     | Platense      | El Porvenir            | 19 de marzo |         |
| Defensores de Belgrano | 1 - 1     | Tigre         | Defensores de Belgrano | 19 de marzo |         |
| Excursionistas         | 2 - 4     | Dock Sud      | Excursionistas         | 19 de marzo |         |
| Central Córdoba (R)    | 4 - 3     | Talleres (RE) | Gabino Sosa            | 19 de marzo |         |
| Almagro                | 2 - 5     | Los Andes     | Tres de Febrero        | 19 de marzo |         |
| Deportivo Morón        | 0 - 0     | Quilmes       | Ferrocarril Oeste      | 19 de marzo |         |
| Sarmiento (J)          | 4 - 2     | All Boys      | Eva Perón              | 20 de marzo |         |

| Fecha 2         | Fecha 2   | Fecha 2                | Fecha 2                | Fecha 2     | Fecha 2 |
| Local           | Resultado | Visitante              | Estadio                | Fecha       |         |
| --------------- | --------- | ---------------------- | ---------------------- | ----------- | ------- |
| Deportivo Morón | 1 - 2     | Sarmiento (J)          | Ferro Carril Oeste     | 26 de marzo |         |
| Quilmes         | 0 - 3     | Almagro                | Guido y Sarmiento      | 26 de marzo |         |
| Los Andes       | 4 - 1     | Central Córdoba (R)    | Eduardo Gallardón      | 26 de marzo |         |
| Talleres (RE)   | 2 - 1     | Excursionistas         | Timote y Manuel Castro | 26 de marzo |         |
| Dock Sud        | 2 - 3     | Defensores de Belgrano | Boca Juniors           | 26 de marzo |         |
| Tigre           | 4 - 0     | El Porvenir            | José Dellagiovanna     | 26 de marzo |         |
| Platense        | 3 - 2     | Banfield               | Platense               | 26 de marzo |         |
| Unión           | 5 - 2     | Temperley              | 15 de Abril            | 26 de marzo |         |
| Nueva Chicago   | 4 - 1     | All Boys               | Vélez Sarsfield        | 26 de marzo |         |

| Fecha 3                | Fecha 3   | Fecha 3         | Fecha 3                | Fecha 3    | Fecha 3 |
| Local                  | Resultado | Visitante       | Estadio                | Fecha      |         |
| ---------------------- | --------- | --------------- | ---------------------- | ---------- | ------- |
| All Boys               | 2 - 1     | Unión           | All Boys               | 2 de abril |         |
| Temperley              | 1 - 5     | Platense        | Alfredo Beranger       | 2 de abril |         |
| Banfield               | 0 - 4     | Tigre           | Florencio Sola         | 2 de abril |         |
| El Porvenir            | 2 - 1     | Dock Sud        | El Porvenir            | 2 de abril |         |
| Defensores de Belgrano | 3 - 2     | Talleres (RE)   | Defensores de Belgrano | 2 de abril |         |
| Excursionistas         | 0 - 5     | Los Andes       | Excursionistas         | 2 de abril |         |
| Central Córdoba (R)    | 1 - 2     | Quilmes         | Gabino Sosa            | 2 de abril |         |
| Almagro                | 2 - 1     | Deportivo Morón | Tres de Febrero        | 2 de abril |         |
| Sarmiento (J)          | 2 - 2     | Nueva Chicago   | Eva Perón              | 3 de abril |         |

| Fecha 4         | Fecha 4   | Fecha 4                | Fecha 4                | Fecha 4     | Fecha 4 |
| Local           | Resultado | Visitante              | Estadio                | Fecha       |         |
| --------------- | --------- | ---------------------- | ---------------------- | ----------- | ------- |
| Almagro         | 0 - 1     | Sarmiento (J)          | Tres de Febrero        | 9 de abril  |         |
| Deportivo Morón | 2 - 0     | Central Córdoba (R)    | Ferro Carril Oeste     | 9 de abril  |         |
| Quilmes         | 2 - 1     | Excursionistas         | Guido y Sarmiento      | 9 de abril  |         |
| Los Andes       | 2 - 2     | Defensores de Belgrano | Eduardo Gallardón      | 9 de abril  |         |
| Talleres (RE)   | 0 - 0     | El Porvenir            | Timote y Manuel Castro | 9 de abril  |         |
| Dock Sud        | 0 - 2     | Banfield               | De Los Inmigrantes     | 9 de abril  |         |
| Tigre           | 3 - 3     | Temperley              | José Dellagiovanna     | 9 de abril  |         |
| Platense        | 2 - 1     | All Boys               | Platense               | 9 de abril  |         |
| Unión           | 1 - 1     | Nueva Chicago          | 15 de Abril            | 10 de abril |         |

| Fecha 5                | Fecha 5   | Fecha 5         | Fecha 5                | Fecha 5     | Fecha 5 |
| Local                  | Resultado | Visitante       | Estadio                | Fecha       |         |
| ---------------------- | --------- | --------------- | ---------------------- | ----------- | ------- |
| Nueva Chicago          | 1 - 1     | Platense        | Nueva Chicago          | 16 de abril |         |
| All Boys               | 2 - 4     | Tigre           | All Boys               |             |         |
| Temperley              | 3 - 0     | Dock Sud        | Alfredo Beranger       |             |         |
| Banfield               | 2 - 1     | Talleres (RE)   | Florencio Sola         |             |         |
| El Porvenir            | 0 - 3     | Los Andes       | El Porvenir            |             |         |
| Defensores de Belgrano | 1 - 1     | Quilmes         | Defensores de Belgrano |             |         |
| Excursionistas         | 1 - 3     | Deportivo Morón | Excursionistas         |             |         |
| Central Córdoba (R)    | 1 - 4     | Almagro         | Gabino Sosa            |             |         |
| Sarmiento (J)          | 1 - 3     | Unión           | Eva Perón              | 17 de abril |         |

| Fecha 6             | Fecha 6   | Fecha 6                | Fecha 6                | Fecha 6     | Fecha 6 |
| Local               | Resultado | Visitante              | Estadio                | Fecha       |         |
| ------------------- | --------- | ---------------------- | ---------------------- | ----------- | ------- |
| Central Córdoba (R) | 2 - 2     | Sarmiento (J)          | Gabino Sosa            | 23 de abril |         |
| Almagro             | 2 - 3     | Excursionistas         | Tres de Febrero        | 23 de abril |         |
| Deportivo Morón     | 1 - 3     | Defensores de Belgrano | Ferro Carril Oeste     | 23 de abril |         |
| Quilmes             | 4 - 1     | El Porvenir            | Guido y Sarmiento      | 23 de abril |         |
| Los Andes           | 3 - 1     | Banfield               | Eduardo Gallardón      | 23 de abril |         |
| Talleres (RE)       | 2 - 2     | Temperley              | Timote y Manuel Castro | 23 de abril |         |
| Dock Sud            | 0 - 2     | All Boys               | De Los Inmigrantes     | 23 de abril |         |
| Tigre               | 4 - 2     | Nueva Chicago          | José Dellagiovanna     | 23 de abril |         |
| Platense            | 1 - 1     | Unión                  | Platense               | 23 de abril |         |

| Fecha 7                | Fecha 7   | Fecha 7             | Fecha 7                | Fecha 7     | Fecha 7 |
| Local                  | Resultado | Visitante           | Estadio                | Fecha       |         |
| ---------------------- | --------- | ------------------- | ---------------------- | ----------- | ------- |
| Sarmiento (J)          | 2 - 3     | Platense            | Eva Perón              | 30 de abril |         |
| Unión                  | 2 - 3     | Tigre               | 15 de Abril            | 30 de abril |         |
| Nueva Chicago          | 1 - 0     | Dock Sud            | Nueva Chicago          | 30 de abril |         |
| All Boys               | 1 - 4     | Talleres (RE)       | All Boys               | 30 de abril |         |
| Temperley              | 0 - 3     | Los Andes           | Alfredo Beranger       | 30 de abril |         |
| Banfield               | 2 - 0     | Quilmes             | Florencio Sola         | 30 de abril |         |
| El Porvenir            | 1 - 2     | Deportivo Morón     | El Porvenir            | 30 de abril |         |
| Defensores de Belgrano | 4 - 1     | Almagro             | Defensores de Belgrano | 30 de abril |         |
| Excursionistas         | 2 - 3     | Central Córdoba (R) | Excursionistas         | 30 de abril |         |

| Fecha 8             | Fecha 8   | Fecha 8                | Fecha 8                | Fecha 8   | Fecha 8 |
| Local               | Resultado | Visitante              | Estadio                | Fecha     |         |
| ------------------- | --------- | ---------------------- | ---------------------- | --------- | ------- |
| Excursionistas      | 3 - 1     | Sarmiento (J)          | Excursionistas         | 7 de mayo |         |
| Central Córdoba (R) | 2 - 1     | Defensores de Belgrano | Gabino Sosa            | 7 de mayo |         |
| Almagro             | 0 - 2     | El Porvenir            | Tres de Febrero        | 7 de mayo |         |
| Deportivo Morón     | 0 - 2     | Banfield               | Ferro Carril Oeste     | 7 de mayo |         |
| Quilmes             | 2 - 1     | Temperley              | Guido y Sarmiento      | 7 de mayo |         |
| Los Andes           | 1 - 0     | All Boys               | Eduardo Gallardón      | 7 de mayo |         |
| Talleres (RE)       | 3 - 2     | Nueva Chicago          | Timote y Manuel Castro | 7 de mayo |         |
| Dock Sud            | 3 - 6     | Unión                  | De Los Inmigrantes     | 7 de mayo |         |
| Tigre               | 3 - 0     | Platense               | José Dellagiovanna     | 7 de mayo |         |

| Fecha 9                | Fecha 9   | Fecha 9             | Fecha 9                | Fecha 9    | Fecha 9 |
| Local                  | Resultado | Visitante           | Estadio                | Fecha      |         |
| ---------------------- | --------- | ------------------- | ---------------------- | ---------- | ------- |
| Platense               | 5 - 2     | Dock Sud            | Platense               | 14 de mayo |         |
| Nueva Chicago          | 2 - 1     | Los Andes           | Nueva Chicago          | 14 de mayo |         |
| All Boys               | 3 - 0     | Quilmes             | Argentinos Juniors     | 14 de mayo |         |
| Temperley              | 1 - 2     | Deportivo Morón     | Alfredo Beranger       | 14 de mayo |         |
| Banfield               | 2 - 1     | Almagro             | Florencio Sola         | 14 de mayo |         |
| El Porvenir            | 3 - 0     | Central Córdoba (R) | El Porvenir            | 14 de mayo |         |
| Defensores de Belgrano | 1 - 2     | Excursionistas      | Defensores de Belgrano | 14 de mayo |         |
| Sarmiento (J)          | 2 - 5     | Tigre               | Eva Perón              | 15 de mayo |         |
| Unión                  | 3 - 1     | Talleres (RE)       | 15 de Abril            | 15 de mayo |         |

| Fecha 10               | Fecha 10  | Fecha 10      | Fecha 10               | Fecha 10   | Fecha 10 |
| Local                  | Resultado | Visitante     | Estadio                | Fecha      |          |
| ---------------------- | --------- | ------------- | ---------------------- | ---------- | -------- |
| Defensores de Belgrano | 2 - 3     | Sarmiento (J) | Defensores de Belgrano | 21 de mayo |          |
| Excursionistas         | 3 - 0     | El Porvenir   | Excursionistas         | 21 de mayo |          |
| Central Córdoba (R)    | 0 - 2     | Banfield      | Gabino Sosa            | 21 de mayo |          |
| Almagro                | 1 - 3     | Temperley     | Vélez Sarsfield        | 21 de mayo |          |
| Deportivo Morón        | 0 - 0     | All Boys      | Ferro Carril Oeste     | 21 de mayo |          |
| Quilmes                | 2 - 1     | Nueva Chicago | Guido y Sarmiento      | 21 de mayo |          |
| Los Andes              | 2 - 0     | Unión         | Eduardo Gallardón      | 21 de mayo |          |
| Talleres (RE)          | 5 - 0     | Platense      | Timote y Manuel Castro | 21 de mayo |          |
| Dock Sud               | 1 - 0     | Tigre         | Boca Juniors           | 21 de mayo |          |

| Fecha 11      | Fecha 11  | Fecha 11               | Fecha 11           | Fecha 11   | Fecha 11 |
| Local         | Resultado | Visitante              | Estadio            | Fecha      |          |
| ------------- | --------- | ---------------------- | ------------------ | ---------- | -------- |
| Tigre         | 2 - 0     | Talleres (RE)          | José Dellagiovanna | 28 de mayo |          |
| Platense      | 0 - 1     | Los Andes              | Platense           | 28 de mayo |          |
| Nueva Chicago | 3 - 0     | Deportivo Morón        | Nueva Chicago      | 28 de mayo |          |
| All Boys      | 2 - 1     | Almagro                | All Boys           | 28 de mayo |          |
| Temperley     | 5 - 0     | Central Córdoba (R)    | Alfredo Beranger   | 28 de mayo |          |
| Banfield      | 4 - 0     | Excursionistas         | Florencio Sola     | 28 de mayo |          |
| El Porvenir   | 3 - 2     | Defensores de Belgrano | El Porvenir        | 28 de mayo |          |
| Sarmiento (J) | 2 - 1     | Dock Sud               | Eva Perón          | 29 de mayo |          |
| Unión         | 3 - 0     | Quilmes                | 15 de Abril        | 29 de mayo |          |

| Fecha 12               | Fecha 12  | Fecha 12      | Fecha 12               | Fecha 12   | Fecha 12 |
| Local                  | Resultado | Visitante     | Estadio                | Fecha      |          |
| ---------------------- | --------- | ------------- | ---------------------- | ---------- | -------- |
| El Porvenir            | 3 - 1     | Sarmiento (J) | El Porvenir            | 4 de junio |          |
| Defensores de Belgrano | 1 - 0     | Banfield      | Defensores de Belgrano | 4 de junio |          |
| Excursionistas         | 2 - 0     | Temperley     | Excursionistas         | 4 de junio |          |
| Central Córdoba (R)    | 1 - 2     | All Boys      | Gabino Sosa            | 4 de junio |          |
| Almagro                | 4 - 3     | Nueva Chicago | Vélez Sarsfield        | 4 de junio |          |
| Deportivo Morón        | 4 - 2     | Unión         | Ferro Carril Oeste     | 4 de junio |          |
| Quilmes                | 1 - 3     | Platense      | Guido y Sarmiento      | 4 de junio |          |
| Los Andes              | 1 - 0     | Tigre         | Eduardo Gallardón      | 4 de junio |          |
| Talleres (RE)          | 1 - 0     | Dock Sud      | Timote y Manuel Castro | 4 de junio |          |

| Fecha 13      | Fecha 13  | Fecha 13               | Fecha 13           | Fecha 13    | Fecha 13 |
| Local         | Resultado | Visitante              | Estadio            | Fecha       |          |
| ------------- | --------- | ---------------------- | ------------------ | ----------- | -------- |
| Dock Sud      | 2 - 1     | Los Andes              | De Los Inmigrantes | 11 de junio |          |
| Tigre         | 2 - 0     | Quilmes                | José Dellagiovanna | 11 de junio |          |
| Platense      | 8 - 2     | Deportivo Morón        | Platense           | 11 de junio |          |
| Nueva Chicago | 1 - 1     | Central Córdoba (R)    | Nueva Chicago      | 11 de junio |          |
| All Boys      | 3 - 1     | Excursionistas         | All Boys           | 11 de junio |          |
| Temperley     | 1 - 1     | Defensores de Belgrano | Lanús              | 11 de junio |          |
| Banfield      | 4 - 0     | El Porvenir            | Florencio Sola     | 11 de junio |          |
| Sarmiento (J) | 2 - 2     | Talleres (RE)          | Eva Perón          | 12 de junio |          |
| Unión         | 2 - 2     | Almagro                | 15 de Abril        | 12 de junio |          |

| Fecha 14               | Fecha 14  | Fecha 14      | Fecha 14               | Fecha 14    | Fecha 14 |
| Local                  | Resultado | Visitante     | Estadio                | Fecha       |          |
| ---------------------- | --------- | ------------- | ---------------------- | ----------- | -------- |
| Banfield               | 4 - 2     | Sarmiento (J) | Florencio Sola         | 18 de junio |          |
| El Porvenir            | 2 - 3     | Temperley     | El Porvenir            | 18 de junio |          |
| Defensores de Belgrano | 2 - 2     | All Boys      | Defensores de Belgrano | 18 de junio |          |
| Excursionistas         | 1 - 1     | Nueva Chicago | Excursionistas         | 18 de junio |          |
| Central Córdoba (R)    | 2 - 2     | Unión         | Newell's Old Boys      | 18 de junio |          |
| Almagro                | 1 - 1     | Platense      | Vélez Sarsfield        | 18 de junio |          |
| Deportivo Morón        | 2 - 3     | Tigre         | Ferro Carril Oeste     | 18 de junio |          |
| Quilmes                | 2 - 2     | Dock Sud      | Guido y Sarmiento      | 18 de junio |          |
| Los Andes              | 4 - 3     | Talleres (RE) | Eduardo Gallardón      | 18 de junio |          |

| Fecha 15      | Fecha 15  | Fecha 15               | Fecha 15               | Fecha 15    | Fecha 15 |
| Local         | Resultado | Visitante              | Estadio                | Fecha       |          |
| ------------- | --------- | ---------------------- | ---------------------- | ----------- | -------- |
| Sarmiento (J) | 0 - 2     | Los Andes              | Ferro Carril Oeste     | 25 de junio |          |
| Talleres (RE) | 1 - 4     | Quilmes                | Timote y Manuel Castro | 25 de junio |          |
| Dock Sud      | 0 - 1     | Deportivo Morón        | De Los Inmigrantes     | 25 de junio |          |
| Tigre         | 2 - 0     | Almagro                | José Dellagiovanna     | 25 de junio |          |
| Platense      | 3 - 0     | Central Córdoba (R)    | Platense               | 25 de junio |          |
| Nueva Chicago | 1 - 1     | Defensores de Belgrano | Nueva Chicago          | 25 de junio |          |
| All Boys      | 3 - 1     | El Porvenir            | All Boys               | 25 de junio |          |
| Temperley     | 1 - 5     | Banfield               | Lanús                  | 25 de junio |          |
| Unión         | 3 - 1     | Excursionistas         | 15 de Abril            | 26 de junio |          |

| Fecha 16               | Fecha 16  | Fecha 16      | Fecha 16               | Fecha 16   | Fecha 16 |
| Local                  | Resultado | Visitante     | Estadio                | Fecha      |          |
| ---------------------- | --------- | ------------- | ---------------------- | ---------- | -------- |
| Temperley              | 4 - 2     | Sarmiento (J) | Eduardo Gallardón      | 2 de julio |          |
| Banfield               | 2 - 0     | All Boys      | Florencio Sola         | 2 de julio |          |
| El Porvenir            | 1 - 0     | Nueva Chicago | El Porvenir            | 2 de julio |          |
| Defensores de Belgrano | 0 - 0     | Unión         | Defensores de Belgrano | 2 de julio |          |
| Excursionistas         | 3 - 2     | Platense      | Excursionistas         | 2 de julio |          |
| Central Córdoba (R)    | 3 - 5     | Tigre         | Gabino Sosa            | 2 de julio |          |
| Almagro                | 2 - 0     | Dock Sud      | Tres de Febrero        | 2 de julio |          |
| Deportivo Morón        | 2 - 1     | Talleres (RE) | Ferro Carril Oeste     | 2 de julio |          |
| Quilmes                | 0 - 1     | Los Andes     | Guido y Sarmiento      | 2 de julio |          |

| Fecha 17      | Fecha 17  | Fecha 17               | Fecha 17               | Fecha 17    | Fecha 17 |
| Local         | Resultado | Visitante              | Estadio                | Fecha       |          |
| ------------- | --------- | ---------------------- | ---------------------- | ----------- | -------- |
| Sarmiento (J) | 7 - 5     | Quilmes                | San Lorenzo            | 10 de julio |          |
| Los Andes     | 0 - 2     | Deportivo Morón        | Eduardo Gallardón      | 10 de julio |          |
| Talleres (RE) | 1 - 2     | Almagro                | Timote y Manuel Castro | 10 de julio |          |
| Dock Sud      | 1 - 0     | Central Córdoba (R)    | De Los Inmigrantes     | 10 de julio |          |
| Tigre         | 1 - 2     | Excursionistas         | José Dellagiovanna     | 10 de julio |          |
| Platense      | 3 - 1     | Defensores de Belgrano | Platense               | 10 de julio |          |
| Unión         | 1 - 1     | El Porvenir            | 15 de Abril            | 10 de julio |          |
| Nueva Chicago | 2 - 0     | Banfield               | Nueva Chicago          | 10 de julio |          |
| All Boys      | 3 - 1     | Temperley              | All Boys               | 10 de julio |          |

Segunda Rueda
| Fecha 18      | Fecha 18  | Fecha 18               | Fecha 18               | Fecha 18    | Fecha 18 |
| Local         | Resultado | Visitante              | Estadio                | Fecha       |          |
| ------------- | --------- | ---------------------- | ---------------------- | ----------- | -------- |
| Unión         | 2 - 0     | Banfield               | 15 de Abril            | 17 de julio |          |
| Talleres (RE) | 3 - 0     | Central Córdoba (R)    | Timote y Manuel Castro | 17 de julio |          |
| All Boys      | 2 - 0     | Sarmiento (J)          | All Boys               | 23 de julio |          |
| Nueva Chicago | 3 - 0     | Temperley              | Nueva Chicago          | 23 de julio |          |
| Platense      | 3 - 0     | El Porvenir            | Platense               | 23 de julio |          |
| Tigre         | 5 - 0     | Defensores de Belgrano | José Dellagiovanna     | 23 de julio |          |
| Dock Sud      | 2 - 1     | Excursionistas         | De Los Inmigrantes     | 23 de julio |          |
| Los Andes     | 2 - 0     | Almagro                | Eduardo Gallardón      | 23 de julio |          |
| Quilmes       | 4 - 1     | Deportivo Morón        | Guido y Sarmiento      | 23 de julio |          |

| Fecha 19               | Fecha 19  | Fecha 19        | Fecha 19               | Fecha 19    | Fecha 19 |
| Local                  | Resultado | Visitante       | Estadio                | Fecha       |          |
| ---------------------- | --------- | --------------- | ---------------------- | ----------- | -------- |
| Sarmiento (J)          | 1 - 6     | Deportivo Morón | Eva Perón              | 30 de julio |          |
| Almagro                | 2 - 1     | Quilmes         | Tres de Febrero        | 30 de julio |          |
| Central Córdoba (R)    | 0 - 1     | Los Andes       | Gabino Sosa            | 30 de julio |          |
| Excursionistas         | 2 - 4     | Talleres (RE)   | Excursionistas         | 30 de julio |          |
| Defensores de Belgrano | 1 - 4     | Dock Sud        | Defensores de Belgrano | 30 de julio |          |
| El Porvenir            | 3 - 3     | Tigre           | El Porvenir            | 30 de julio |          |
| Banfield               | 3 - 1     | Platense        | Florencio Sola         | 30 de julio |          |
| Temperley              | 4 - 0     | Unión           | Alfredo Beranger       | 30 de julio |          |
| All Boys               | 1 - 1     | Nueva Chicago   | All Boys               | 30 de julio |          |

| Fecha 20        | Fecha 20  | Fecha 20               | Fecha 20               | Fecha 20    | Fecha 20 |
| Local           | Resultado | Visitante              | Estadio                | Fecha       |          |
| --------------- | --------- | ---------------------- | ---------------------- | ----------- | -------- |
| Nueva Chicago   | 1 - 0     | Sarmiento (J)          | Nueva Chicago          | 6 de agosto |          |
| Platense        | 1 - 0     | Temperley              | Platense               | 6 de agosto |          |
| Tigre           | 2 - 1     | Banfield               | José Dellagiovanna     | 6 de agosto |          |
| Dock Sud        | 2 - 0     | El Porvenir            | De Los Inmigrantes     | 6 de agosto |          |
| Talleres (RE)   | 2 - 3     | Defensores de Belgrano | Timote y Manuel Castro | 6 de agosto |          |
| Los Andes       | 3 - 2     | Excursionistas         | Eduardo Gallardón      | 6 de agosto |          |
| Quilmes         | 2 - 0     | Central Córdoba (R)    | Guido y Sarmiento      | 6 de agosto |          |
| Deportivo Morón | 1 - 0     | Almagro                | Ferro Carril Oeste     | 6 de agosto |          |
| Unión           | 5 - 0     | All Boys               | 15 de Abril            | 7 de agosto |          |

| Fecha 21               | Fecha 21  | Fecha 21        | Fecha 21               | Fecha 21     | Fecha 21 |
| Local                  | Resultado | Visitante       | Estadio                | Fecha        |          |
| ---------------------- | --------- | --------------- | ---------------------- | ------------ | -------- |
| Central Córdoba (R)    | 3 - 1     | Deportivo Morón | Gabino Sosa            | 13 de agosto |          |
| Excursionistas         | 1 - 5     | Quilmes         | Excursionistas         | 13 de agosto |          |
| Defensores de Belgrano | 1 - 1     | Los Andes       | Defensores de Belgrano | 13 de agosto |          |
| El Porvenir            | 0 - 1     | Talleres (RE)   | El Porvenir            | 13 de agosto |          |
| Banfield               | 2 - 0     | Dock Sud        | Florencio Sola         | 13 de agosto |          |
| Temperley              | 0 - 0     | Tigre           | Alfredo Beranger       | 13 de agosto |          |
| All Boys               | 2 - 1     | Platense        | Argentinos Juniors     | 13 de agosto |          |
| Nueva Chicago          | 2 - 1     | Unión           | Nueva Chicago          | 13 de agosto |          |
| Sarmiento (J)          | 2 - 2     | Almagro         | Eva Perón              | 14 de agosto |          |

| Fecha 22        | Fecha 22  | Fecha 22               | Fecha 22               | Fecha 22     | Fecha 22 |
| Local           | Resultado | Visitante              | Estadio                | Fecha        |          |
| --------------- | --------- | ---------------------- | ---------------------- | ------------ | -------- |
| Platense        | 0 - 0     | Nueva Chicago          | Platense               | 20 de agosto |          |
| Tigre           | 4 - 1     | All Boys               | José Dellagiovanna     | 20 de agosto |          |
| Dock Sud        | 2 - 3     | Temperley              | De Los Inmigrantes     | 20 de agosto |          |
| Talleres (RE)   | 1 - 3     | Banfield               | Timote y Manuel Castro | 20 de agosto |          |
| Los Andes       | 2 - 1     | El Porvenir            | Eduardo Gallardón      | 20 de agosto |          |
| Quilmes         | 2 - 0     | Defensores de Belgrano | Guido y Sarmiento      | 20 de agosto |          |
| Deportivo Morón | 2 - 1     | Excursionistas         | Ferro Carril Oeste     | 20 de agosto |          |
| Almagro         | 2 - 0     | Central Córdoba (R)    | Tres de Febrero        | 20 de agosto |          |
| Unión           | 3 - 3     | Sarmiento (J)          | 15 de Abril            | 21 de agosto |          |

| Fecha 23               | Fecha 23  | Fecha 23            | Fecha 23               | Fecha 23     | Fecha 23 |
| Local                  | Resultado | Visitante           | Estadio                | Fecha        |          |
| ---------------------- | --------- | ------------------- | ---------------------- | ------------ | -------- |
| Excursionistas         | 2 - 1     | Almagro             | Excursionistas         | 27 de agosto |          |
| Defensores de Belgrano | 2 - 3     | Deportivo Morón     | Defensores de Belgrano | 27 de agosto |          |
| El Porvenir            | 0 - 2     | Quilmes             | El Porvenir            | 27 de agosto |          |
| Banfield               | 1 - 2     | Los Andes           | Florencio Sola         | 27 de agosto |          |
| Temperley              | 5 - 0     | Talleres (RE)       | Alfredo Beranger       | 27 de agosto |          |
| All Boys               | 1 - 2     | Dock Sud            | All Boys               | 27 de agosto |          |
| Nueva Chicago          | 0 - 1     | Tigre               | Nueva Chicago          | 27 de agosto |          |
| Sarmiento (J)          | 1 - 1     | Central Córdoba (R) | Eva Perón              | 28 de agosto |          |
| Unión                  | 0 - 3     | Platense            | 15 de Abril            | 28 de agosto |          |

| Fecha 24            | Fecha 24  | Fecha 24               | Fecha 24               | Fecha 24        | Fecha 24 |
| Local               | Resultado | Visitante              | Estadio                | Fecha           |          |
| ------------------- | --------- | ---------------------- | ---------------------- | --------------- | -------- |
| Platense            | 3 - 1     | Sarmiento (J)          | Platense               | 3 de septiembre |          |
| Tigre               | 0 - 1     | Unión                  | José Dellagiovanna     | 3 de septiembre |          |
| Dock Sud            | 2 - 2     | Nueva Chicago          | De Los Inmigrantes     | 3 de septiembre |          |
| Talleres (RE)       | 1 - 0     | All Boys               | Timote y Manuel Castro | 3 de septiembre |          |
| Los Andes           | 3 - 3     | Temperley              | Eduardo Gallardón      | 3 de septiembre |          |
| Quilmes             | 3 - 1     | Banfield               | Guido y Sarmiento      | 3 de septiembre |          |
| Deportivo Morón     | 4 - 1     | El Porvenir            | Ferro Carril Oeste     | 3 de septiembre |          |
| Almagro             | 2 - 6     | Defensores de Belgrano | Tres de Febrero        | 3 de septiembre |          |
| Central Córdoba (R) | 2 - 0     | Excursionistas         | Gabino Sosa            | 3 de septiembre |          |

| Fecha 25               | Fecha 25  | Fecha 25            | Fecha 25               | Fecha 25         | Fecha 25 |
| Local                  | Resultado | Visitante           | Estadio                | Fecha            |          |
| ---------------------- | --------- | ------------------- | ---------------------- | ---------------- | -------- |
| Defensores de Belgrano | 1 - 1     | Central Córdoba (R) | Defensores de Belgrano | 10 de septiembre |          |
| El Porvenir            | 1 - 2     | Almagro             | El Porvenir            | 10 de septiembre |          |
| Banfield               | 3 - 4     | Deportivo Morón     | Florencio Sola         | 10 de septiembre |          |
| Temperley              | 1 - 3     | Quilmes             | Alfredo Beranger       | 10 de septiembre |          |
| All Boys               | 1 - 3     | Los Andes           | Ferro Carril Oeste     | 10 de septiembre |          |
| Nueva Chicago          | 2 - 0     | Talleres (RE)       | Nueva Chicago          | 10 de septiembre |          |
| Platense               | 1 - 1     | Tigre               | Platense               | 10 de septiembre |          |
| Sarmiento (J)          | 1 - 0     | Excursionistas      | Eva Perón              | 11 de septiembre |          |
| Unión                  | 1 - 1     | Dock Sud            | 15 de Abril            | 11 de septiembre |          |

| Fecha 26            | Fecha 26  | Fecha 26               | Fecha 26               | Fecha 26         | Fecha 26 |
| Local               | Resultado | Visitante              | Estadio                | Fecha            |          |
| ------------------- | --------- | ---------------------- | ---------------------- | ---------------- | -------- |
| Tigre               | 2 - 3     | Sarmiento (J)          | José Dellagiovanna     | 17 de septiembre |          |
| Dock Sud            | 2 - 0     | Platense               | De Los Inmigrantes     | 17 de septiembre |          |
| Talleres (RE)       | 1 - 2     | Unión                  | Timote y Manuel Castro | 17 de septiembre |          |
| Los Andes           | 0 - 0     | Nueva Chicago          | Eduardo Gallardón      | 17 de septiembre |          |
| Quilmes             | 0 - 0     | All Boys               | Guido y Sarmiento      | 17 de septiembre |          |
| Deportivo Morón     | 0 - 1     | Temperley              | Ferro Carril Oeste     | 17 de septiembre |          |
| Almagro             | 1 - 1     | Banfield               | Tres de Febrero        | 17 de septiembre |          |
| Central Córdoba (R) | 1 - 1     | El Porvenir            | Rosario Central        | 17 de septiembre |          |
| Excursionistas      | 2 - 2     | Defensores de Belgrano | Excursionistas         | 17 de septiembre |          |

| Fecha 27      | Fecha 27  | Fecha 27               | Fecha 27         | Fecha 27         | Fecha 27 |
| Local         | Resultado | Visitante              | Estadio          | Fecha            |          |
| ------------- | --------- | ---------------------- | ---------------- | ---------------- | -------- |
| Unión         | 1 - 0     | Los Andes              | 15 de Abril      | 24 de septiembre |          |
| Sarmiento (J) | 3 - 1     | Defensores de Belgrano | Eva Perón        | 25 de septiembre |          |
| El Porvenir   | 3 - 0     | Excursionistas         | El Porvenir      | 1 de octubre     |          |
| Banfield      | 2 - 3     | Central Córdoba (R)    | Florencio Sola   | 1 de octubre     |          |
| Temperley     | 4 - 5     | Almagro                | Alfredo Beranger | 1 de octubre     |          |
| All Boys      | 2 - 2     | Deportivo Morón        | All Boys         | 1 de octubre     |          |
| Nueva Chicago | 3 - 1     | Quilmes                | Nueva Chicago    | 1 de octubre     |          |
| Platense      | 1 - 1     | Talleres (RE)          | Platense         | 1 de octubre     |          |
| Tigre         | 0 - 2     | Dock Sud               | Atlanta          | 1 de octubre     |          |

| Fecha 28               | Fecha 28  | Fecha 28      | Fecha 28               | Fecha 28      | Fecha 28 |
| Local                  | Resultado | Visitante     | Estadio                | Fecha         |          |
| ---------------------- | --------- | ------------- | ---------------------- | ------------- | -------- |
| Central Córdoba (R)    | 5 - 0     | Temperley     | Newell's Old Boys      | 8 de octubre  |          |
| Dock Sud               | 3 - 2     | Sarmiento (J) | De Los Inmigrantes     | 15 de octubre |          |
| Talleres (RE)          | 2 - 2     | Tigre         | Timote y Manuel Castro | 15 de octubre |          |
| Los Andes              | 3 - 2     | Platense      | Eduardo Gallardón      | 15 de octubre |          |
| Quilmes                | 3 - 1     | Unión         | Guido y Sarmiento      | 15 de octubre |          |
| Deportivo Morón        | 0 - 0     | Nueva Chicago | Ferro Carril Oeste     | 15 de octubre |          |
| Almagro                | 4 - 1     | All Boys      | Tres de Febrero        | 15 de octubre |          |
| Excursionistas         | 1 - 3     | Banfield      | Excursionistas         | 15 de octubre |          |
| Defensores de Belgrano | 2 - 3     | El Porvenir   | Defensores de Belgrano | 15 de octubre |          |

| Fecha 29      | Fecha 29  | Fecha 29               | Fecha 29           | Fecha 29      | Fecha 29 |
| Local         | Resultado | Visitante              | Estadio            | Fecha         |          |
| ------------- | --------- | ---------------------- | ------------------ | ------------- | -------- |
| Sarmiento (J) | 5 - 2     | El Porvenir            | Eva Perón          | 22 de octubre |          |
| Unión         | 4 - 1     | Deportivo Morón        | 15 de Abril        | 23 de octubre |          |
| Banfield      | 2 - 1     | Defensores de Belgrano | Florencio Sola     | 30 de octubre |          |
| Temperley     | 2 - 0     | Excursionistas         | Alfredo Beranger   | 30 de octubre |          |
| All Boys      | 1 - 2     | Central Córdoba (R)    | All Boys           | 30 de octubre |          |
| Nueva Chicago | 0 - 2     | Almagro                | Nueva Chicago      | 30 de octubre |          |
| Platense      | 0 - 1     | Quilmes                | Platense           | 30 de octubre |          |
| Tigre         | 0 - 0     | Los Andes              | Chacarita Juniors  | 30 de octubre |          |
| Dock Sud      | 0 - 1     | Talleres (RE)          | De Los Inmigrantes | 30 de octubre |          |

| Fecha 30               | Fecha 30  | Fecha 30      | Fecha 30               | Fecha 30       | Fecha 30 |
| Local                  | Resultado | Visitante     | Estadio                | Fecha          |          |
| ---------------------- | --------- | ------------- | ---------------------- | -------------- | -------- |
| Talleres (RE)          | 3 - 2     | Sarmiento (J) | Timote y Manuel Castro | 5 de noviembre |          |
| Almagro                | 2 - 0     | Unión         | Tres de Febrero        | 5 de noviembre |          |
| Excursionistas         | 3 - 1     | All Boys      | Excursionistas         | 5 de noviembre |          |
| Defensores de Belgrano | 2 - 0     | Temperley     | Defensores de Belgrano | 5 de noviembre |          |
| El Porvenir            | 2 - 0     | Banfield      | El Porvenir            | 5 de noviembre |          |
| Los Andes              | 2 - 0     | Dock Sud      | Eduardo Gallardón      | 6 de noviembre |          |
| Quilmes                | 1 - 1     | Tigre         | Guido y Sarmiento      | 6 de noviembre |          |
| Deportivo Morón        | 4 - 1     | Platense      | Ferro Carril Oeste     | 6 de noviembre |          |
| Central Córdoba (R)    | 3 - 2     | Nueva Chicago | Gabino Sosa            | 6 de noviembre |          |

| Fecha 31      | Fecha 31  | Fecha 31               | Fecha 31               | Fecha 31        | Fecha 31 |
| Local         | Resultado | Visitante              | Estadio                | Fecha           |          |
| ------------- | --------- | ---------------------- | ---------------------- | --------------- | -------- |
| Temperley     | 4 - 2     | El Porvenir            | Alfredo Beranger       | 12 de noviembre |          |
| All Boys      | 3 - 3     | Defensores de Belgrano | All Boys               | 12 de noviembre |          |
| Nueva Chicago | 1 - 1     | Excursionistas         | Nueva Chicago          | 12 de noviembre |          |
| Unión         | 2 - 0     | Central Córdoba (R)    | 15 de Abril            | 12 de noviembre |          |
| Platense      | 5 - 2     | Almagro                | Platense               | 12 de noviembre |          |
| Tigre         | 1 - 2     | Deportivo Morón        | Chacarita Juniors      | 12 de noviembre |          |
| Dock Sud      | 3 - 1     | Quilmes                | De Los Inmigrantes     | 12 de noviembre |          |
| Talleres (RE) | 1 - 2     | Los Andes              | Timote y Manuel Castro | 12 de noviembre |          |
| Sarmiento (J) | 2 - 3     | Banfield               | Eva Perón              | 13 de noviembre |          |

| Fecha 32               | Fecha 32  | Fecha 32      | Fecha 32               | Fecha 32        | Fecha 32 |
| Local                  | Resultado | Visitante     | Estadio                | Fecha           |          |
| ---------------------- | --------- | ------------- | ---------------------- | --------------- | -------- |
| Los Andes              | 2 - 0     | Sarmiento (J) | Eduardo Gallardón      | 19 de noviembre |          |
| Quilmes                | 4 - 1     | Talleres (RE) | Guido y Sarmiento      | 19 de noviembre |          |
| Deportivo Morón        | 2 - 0     | Dock Sud      | Ferro Carril Oeste     | 19 de noviembre |          |
| Almagro                | 2 - 2     | Tigre         | Tres de Febrero        | 19 de noviembre |          |
| Central Córdoba (R)    | 2 - 0     | Platense      | Gabino Sosa            | 19 de noviembre |          |
| Excursionistas         | 3 - 1     | Unión         | Excursionistas         | 19 de noviembre |          |
| Defensores de Belgrano | 1 - 2     | Nueva Chicago | Defensores de Belgrano | 19 de noviembre |          |
| El Porvenir            | 2 - 1     | All Boys      | El Porvenir            | 19 de noviembre |          |
| Banfield               | 2 - 0     | Temperley     | Florencio Sola         | 19 de noviembre |          |

| Fecha 33      | Fecha 33  | Fecha 33               | Fecha 33               | Fecha 33        | Fecha 33 |
| Local         | Resultado | Visitante              | Estadio                | Fecha           |          |
| ------------- | --------- | ---------------------- | ---------------------- | --------------- | -------- |
| All Boys      | 2 - 2     | Banfield               | All Boys               | 26 de noviembre |          |
| Nueva Chicago | 3 - 0     | El Porvenir            | Nueva Chicago          | 26 de noviembre |          |
| Platense      | 5 - 2     | Excursionistas         | Platense               | 26 de noviembre |          |
| Tigre         | 5 - 2     | Central Córdoba (R)    | José Dellagiovanna     | 26 de noviembre |          |
| Dock Sud      | 7 - 3     | Almagro                | De Los Inmigrantes     | 26 de noviembre |          |
| Talleres (RE) | 3 - 0     | Deportivo Morón        | Timote y Manuel Castro | 26 de noviembre |          |
| Los Andes     | 2 - 2     | Quilmes                | Eduardo Gallardón      | 26 de noviembre |          |
| Sarmiento (J) | 4 - 0     | Temperley              | Eva Perón              | 27 de noviembre |          |
| Unión         | 4 - 1     | Defensores de Belgrano | 15 de Abril            | 27 de noviembre |          |

| Fecha 34               | Fecha 34  | Fecha 34      | Fecha 34               | Fecha 34       | Fecha 34 |
| Local                  | Resultado | Visitante     | Estadio                | Fecha          |          |
| ---------------------- | --------- | ------------- | ---------------------- | -------------- | -------- |
| Quilmes                | 2 - 1     | Sarmiento (J) | Guido y Sarmiento      | 3 de diciembre |          |
| Deportivo Morón        | 3 - 1     | Los Andes     | Ferro Carril Oeste     | 3 de diciembre |          |
| Almagro                | 1 - 1     | Talleres (RE) | Tres de Febrero        | 3 de diciembre |          |
| Central Córdoba (R)    | 3 - 0     | Dock Sud      | Gabino Sosa            | 3 de diciembre |          |
| Excursionistas         | 1 - 1     | Tigre         | Excursionistas         | 3 de diciembre |          |
| Defensores de Belgrano | 3 - 1     | Platense      | Defensores de Belgrano | 3 de diciembre |          |
| El Porvenir            | 1 - 0     | Unión         | El Porvenir            | 3 de diciembre |          |
| Banfield               | 4 - 2     | Nueva Chicago | Florencio Sola         | 3 de diciembre |          |
| Temperley              | 3 - 2     | All Boys      | Alfredo Beranger       | 3 de diciembre |          |

| 1. 2. |

## Goleadores
| Jugador             | Equipo                 | Goles |
| ------------------- | ---------------------- | ----- |
| Luis Eduardo Suárez | Banfield               | 24    |
| Juan Carlos Morrone | Platense               | 19    |
| Dardo Migone        | Los Andes              | 18    |
| Ernesto Pelli       | Sarmiento (J)          | 18    |
| Norberto Calandria  | Nueva Chicago          | 17    |
| Guillermo Linares   | Defensores de Belgrano | 17    |
| Ángel Reynoso       | Los Andes              | 17    |
| Hugo Carro          | Quilmes                | 16    |